# Erik Näslund
Erik Hugo Näslund, född 20 november 1948 i Ramsjö församling i Gävleborgs län, är en svensk museichef, kulturjournalist, författare och dramaturg.
Erik Näslund studerade och blev filosofie kandidat vid Stockholms universitet 1971 och verkade som amanuens där 1970–71, varefter han verkade som dramaturg vid TV-teatern i det nystartade TV 2 vid Sveriges Television 1972–82, parallellt med verksamhet som kulturjournalist och kulturkritiker på Dagens Nyheter 1972–76, Sydsvenska Dagbladet 1976–81 och Svenska Dagbladet 1977-88. Med sitt stora intresse för balett och modern dans har han skrivit ett flertal böcker om kultur och dans, däribland doktorsavhandlingen 1995 (filosofie doktor) Birgit Cullbergs Fröken Julie – en svensk balettklassiker. Han arbetade också på Dansmuseet i Stockholm 1972–89, var redaktör för dess tidskrift Dans – tidskrift för dansvetenskap 1973–81 och har även medverkat i ett flertal internationella danstidskrifter. Från 1989 till 2016 var han chef för Dansmuseet.
Näslund har också verkat som librettist till baletter för Kungliga Baletten; 1995 en ny version av Nötknäpparen inspirerad av Elsa Beskows sagovärld med koreografi av Pär Isberg och 2008 en originalbalett om operans grundare, Gustav III med koreografi av Patrice Bart.
ÅR 2004 tilldelades han H.M. Konungens medalj av 8:e storleken i serafimerordens band för sitt arbete.